# Reivindicação transitória
Na teoria marxista, a Reivindicação transitória ou é a realização parcial de uma reivindicação máxima depois de revolução ou uma reivindicação de agitação feito por uma organização socialista com o objectivo de ligar a situação atual para avançar no sentido de seu objetivo de uma sociedade socialista.

## Desenvolvimento da abordagem de transição
Historicamente os partidos que aderiram à Segunda Internacional (ou Internacional Socialista) adotaram programas que incluíam as reivindicações mínimas, que acreditava-se poderiam ser satisfeitas pela reforma do Estado burguês, e as reivindicações máximas que só seriam alcançadas com o fim do capitalismo e o início da transição para o comunismo. A ala esquerda da Segunda Internacional rejeitava essa separação entre as reivindicações mínimas e máximas argumentando que o socialismo era iminente e que, portanto, a busca de exigências mínimas, reformas, estava acabando.
O uso de reivindicações transitórias, como parte de um programa de transição foi iniciado no congresso de fundação da Terceira Internacional (ou Internacional Comunista, Comintern) e foi desenvolvido pelos Segundo, Terceiro e Quarto Congressos da Internacional Comunista. No entanto, o quinto e o sexto Congressos viu o Comintern retornar à divisão de suas reivindicações políticas entre reivindicações reformistas, ou mínimas, e revolucionárias ou máximas. A principal diferença é que no Quinto Congresso ambas foram vistas como importantes, mas no Sexto houve uma forte tendência de rejeitar quaisquer demandas mínimas que pudessem ser conseguidas no curto prazo.
Fundamentalmente, o programa radicalizado do Sexto Congresso priorizava as reivindicações máximas em detrimento das reivindicações transitórias. Um grande debate ocorreu no Congresso em relação a este ponto entre Nikolai Bukharin e August Thalheimer o dissidente comunista austríaco que defendia o conceito.
Talvez o mais famoso exemplo de um programa de transição seja: A agonia mortal do capitalismo e as tarefas da IV Internacional (mais conhecido como Programa de Transição , adotada pela Quarta Internacional e escrito por Leon Trotsky . Exemplos anteriores incluem A Catástrofe que nos Ameaça e como Combatê-la   de Lênin. 

## A comparação com outras reivindicações
As reivindicações transitórias diferem das utilizadas pelos reformistas (programa mínimo) pois o conjunto de todas as reivindicações democráticas que deveriam ter sido atendidas pelo próprio capitalismo, os governos e a burguesia  agora são incapazes de atender, e, portanto, qualquer progresso no sentido de obter uma reivindicação transitória é susceptível de enfraquecer o capitalismo e fortalecer a a classe operária. Ou como o próprio Programa de Transição diz : 
A IV Internacional não rejeita as reivindicações do velho programa mínimo, à medida que elas conservaram alguma força vital. Defende incansavelmente os direitos democráticos dos operários e suas conquistas sociais. Mas conduz este trabalho diário ao quadro de uma perspectiva correta, real, ou seja, revolucionária .
As reivindicações transitórias diferem das reivindicações que só serão conseguidas após a revolução (um programa máximo), pois necessitariam tanto de condições políticas e econômicas que não poderiam ser realizadas no capitalismo. 
Exemplos de reivindicações transitórias seria " emprego para todos " ou " Habitação para todos ", reivindicações que soam razoável para o cidadão comum, mas são praticamente impossíveis para o capitalismo de cumprir.